# Hans von Dohnanyi
Hans von Dohnanyi (n. 1902, Viena, Austro-Ungaria – d. 9 aprilie 1945, Lagărul de concentrare Sachsenhausen, Brandenburg, Germania) a fost un jurist german, fiul compozitorului Ernst von Dohnányi. Hans von Dohnanyi și-a folosit influența pentru salvarea unor evrei în timpul regimului nazist. În 1942, Hans von Dohnanyi a făcut posibil ca doi avocați din Berlin să se refugieze în Elveția. Hans von Dohnanyi a fost executat în 1945. 
În anul 2003 a fost declarat Drept între popoare.